# Discoelius niger
Discoelius niger är en stekelart som beskrevs av Edoardo Zavattari 1911.
Discoelius niger ingår i släktet tapetserargetingar och familjen Eumenidae. Inga underarter finns listade i Catalogue of Life.